# Vivienda en la Antigua Roma

Esquema de una domus.

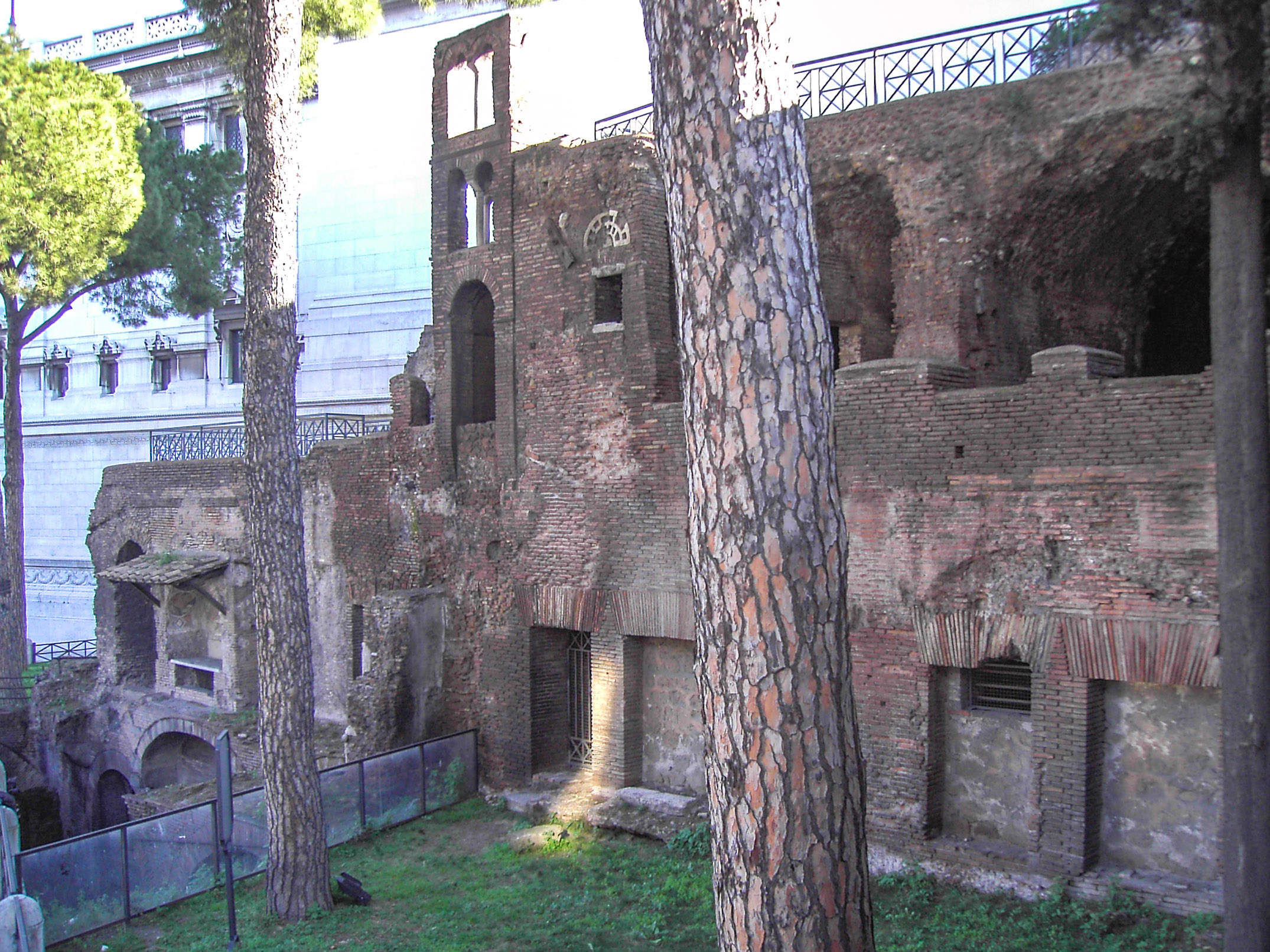
Ruinas de una ínsula del Capitolio romano.

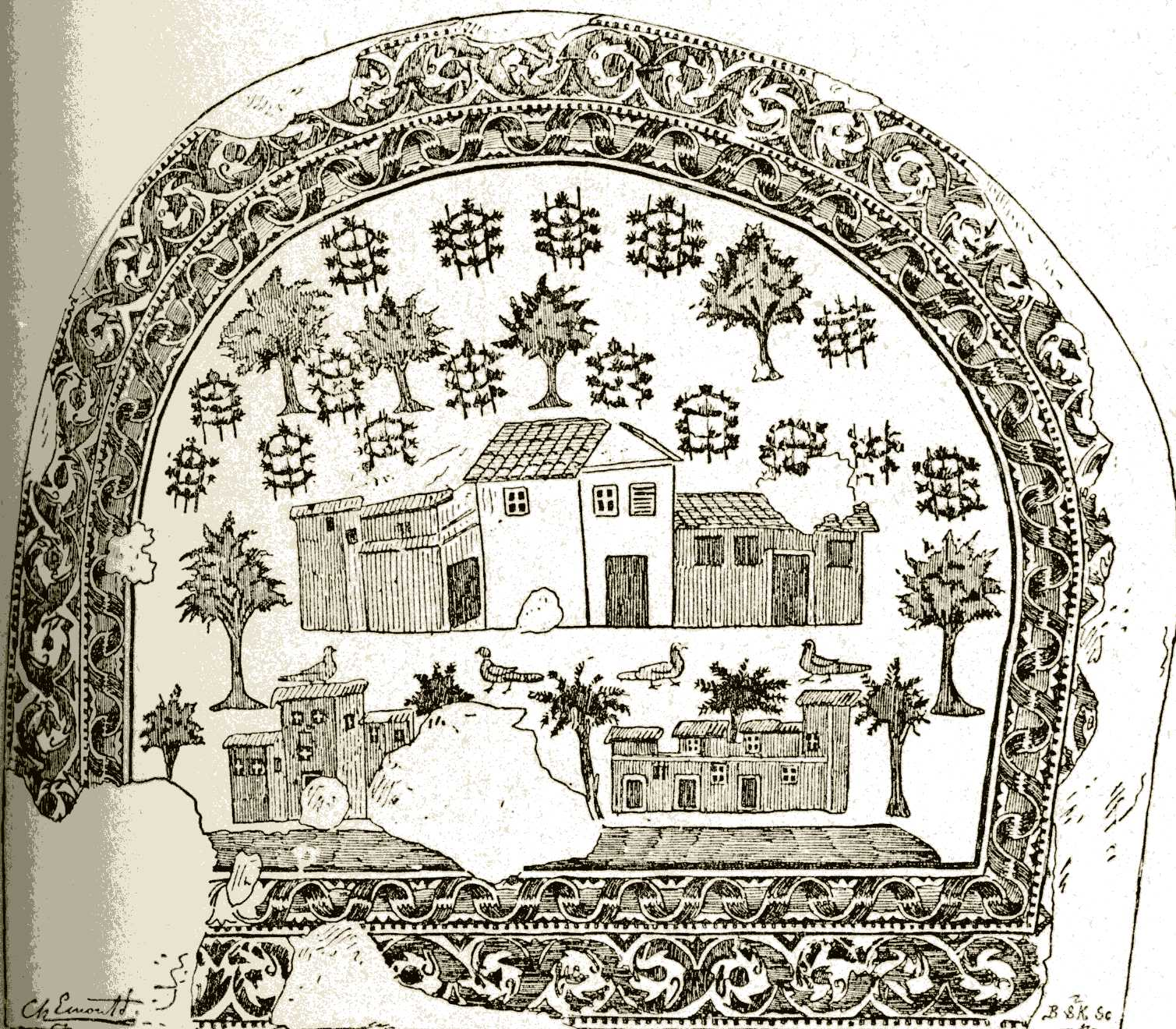
Representación de una villae en un mosaico de Tabarka.

Las viviendas de la antigua Roma tenían tres modalidades principales: domus e insulae como viviendas urbanas (rica y modesta, respectivamente) y villae en el campo. Las casae o viviendas primitivas, y posteriormente las más humildes, de esclavos y clases bajas, construidas con medios muy precarios, se han conservado con mayor dificultad.

## Evolución histórica
Los latinos de la Italia prerromana vivían en casae: cabañas redondas o elípticas, coronadas por un techo cónico de paja. Tenían puertas cuadradas y ventanas con una o dos hojas. Se disponían  sobre una base que las aislaba de la humedad. Así sería la casa Romuli o tugurium Romuli (la primitiva cabaña de Rómulo, que durante siglos se veneró en el Palatino) y las demás viviendas del primer asentamiento de Roma.
Bajo la influencia de los etruscos, estas casas se convirtieron en rectangulares y, para albergar a toda la familia, formaban un recinto en torno a un patio central que daba a un jardín (hortus), también incluido en el recinto. Al fondo del patio central, se encontraba el tablinum, originalmente la habitación donde dormía el padre de familia. En esta sala también se situaba el pequeño santuario (lararium) dedicado a los Lares y Penates, muchas veces situado en un nicho en la pared. Podría haber otras dependencias (cubicula) que se usaran como dormitorio para otros miembros de la familia.
Esta forma apenas evolucionaría para llegar a convertirse en una villa rústica (pars rustica).
Las viviendas de la Antigua Roma permitieron acomodar a todos los estatus de la sociedad romana que, sobre todo, durante el Imperio romano, se convirtió en una sociedad muy jerarquizada.
En Roma, debido a la escasez de suelo, el patio central se redujo al atrium. Las viviendas se diferenciaron socialmente: las insulae (bloques de pisos) para los pobres; para los ricos, las domus, que derivarían en palacios urbanos o villae fuera de las ciudades.

## Mobiliario y decoración
El mobiliario de las casas romanas era muy escueto y funcional. Las camas servían a los romanos, además de para dormir y tener relaciones sexuales, para comer recostados y para acomodarse en cualquier circunstancia, como los actuales sofás. Para el alumbrado de las casas se utilizaban antorchas, velas y lucernas (lámparas de aceite). Las habitaciones se calentaban por medio de estufas de bronce o braseros fijos (en algunas viviendas ricas hubo hipocaustos, una forma de calentar el suelo que se usó sobre todo en las termas y que es el precedente de las "glorias" de la arquitectura rural española). El suelo de las viviendas ricas se solía cubrir con mosaicos, que, en caso de tener temas figurativos, podían hacer referencia a la finalidad de la habitación donde se encontraban. Las paredes solían estar decoradas con pinturas y cortinajes.

## Edificios comerciales
Las tabernae eran tiendas para el comercio; solían ser de una sola estancia y con un mostrador.
Los stabula eran establecimientos con establos, con un patio abierto rodeado de comedores y en cuyo piso superior se encontraban los dormitorios.
Los hospitia eran posadas con comedores, triclinia y dormitorios.
Los popinae se dedicaban a la venta de comida y bebida. 
Los officinae eran talleres y almacenes.